# Enconista tennoa
Enconista tennoa är en fjärilsart som beskrevs av Rudolf Pinker 1978. Enconista tennoa ingår i släktet Enconista och familjen mätare. Inga underarter finns listade i Catalogue of Life.